# Emilio Pérez Ferrari
Emilio Pérez Ferrari (Valladolid, 24 de febrer de 1850 - Madrid, 1 de novembre de 1907) fou un poeta i periodista espanyol, vinculat al Realisme literari.

## Biografia
Val·lisoletà, va ser doctor en Dret i Filosofia i Lletres. Va ingressar en el cos d'Arxivers i es va traslladar a Madrid, on el va protegir decididament Gaspar Núñez de Arce. Ferrari va ser un dels primers poetes a llegir les seves obres en el nou Ateneu del carrer del Prado; el 22 de març de 1884 va llegir, per exemple, el seu poema Pedro Abelardo, que va tenir un èxit apoteósico llavors si s'ha de jutjar per la premsa i va vendre diverses edicions del mateix en pocs mesos, de manera que el poeta es va convertir en tota una celebritat. Anys després va explicar a un amic en una carta com es va sentir:
| « | Pecaria d'ingrat si no confessés el soroll estrepitós que van moure entorn meu aquells versos. L'audició es va convertir en un xivarri, en una bogeria que va raure en extrems que no encert a explicar-me. Durant molts dies, la algarada va seguir en la premsa. Els diaris de més circulació, que solen escatimar l'espai a la literatura, van omplir les seves columnes amb judicis, ressenyes, anècdotes i versos de l'afortunada lectura. Van ploure sobre mi banquets, serenates, invitacions; totes les portes se'm van obrir, totes les societats literàries em van complimentar en el seu si. En fi, la qual cosa sóc ho dec a aquella nit en què d'un cop, en unes hores, el meu nom va sortir de la foscor per surar en el favor públic | » |

No obstant això rebria dures crítiques per part de Leopoldo Alas, "Clarín", a partir del 12 de novembre de 1881, data en què va estrenar al teatre de la Alhambra de Madrid el seu drama en tres actes i en vers La justicia del acaso, vuitena i última de les seves peces teatrals, que va obtenir un gran èxit de públic encara que va dividir a la crítica. Clarín va atacar aquesta obra en el seu llibre escrit en comandita amb Armando Palacio Valdés, La literatura en 1881, i va continuar amb les seves crítiques desfavorables en el futur; així, per exemple, en Sermón perdido (1885), on consagra gairebé cinquanta pàgines a observacions condemnatòries per al seu Pedro Abelardo. Així Ferrari es va constituir, al costat de José Velarde i Antonio Fernández Grilo, en una de les seves dianes preferits entre els poetes. No obstant això, Ferrari va ingressar en la Reial Acadèmia Espanyola el 1905 i va ser secretari de l'Associació d'Escriptors i Artistes, i va tornar a llegir poemes seus a l'Ateneo de Madrid el 24 de maig de 1891. Va oferir aquesta vegada, al costat d'algunes poesies breus, dos poemes de certa extensió: els titulats Consummatum i En el arroyo, que després publicaria dins dels seus Poemas vulgares (1891), en l'òrbita naturalista del seu amic i mestre Núñez de Arce. Com a signatura en la nota prèvia que va posar a aquest volum, es pretén vindicar per a la poesia parcel·les de la realitat fins al present no tingudes com a aptes o convenients per a aquella, "aspectes comuns i senzills de la vida, sistemàticament menyspreats o proscrits per alguns" i que, no obstant això, "reclamen l'atenció del pensador i de l'artista"; aquest últim ha de proposar-se "extreure d'ells la bellesa que continguin, destil·lar, si així cal dir, el seu substratum poètic". Ferrari, excel·lent lector i recitador, va tornar a triomfar en el mateix lloc de la seva revelació. Habitualment, no obstant això, se'l considera un seguidor de l'escola pseudofilosòfica que va tenir per corifeu Gaspar Núñez de Arce.

## Obres
- Obras completas, Madrid, 1908-1910, tres vols.

### Poesies
- En el arroyo, 1885.
- Por mi camino, 1908.
- Pedro Abelardo, Madrid: Rubiños, 1884.
- La muerte de Hipatia
- Consummatum
- Dos cetros y dos almas, poema dramátic, 1884.
- Poemas vulgares, 1891.

### Teatre
- La justicia del acaso, 1881, drama.
- Quien a hierro mata... drama poètic.

### Altres obres
- La poesía en la crisis literaria actual, discurs d'ingrés en la Reial Acadèmia Espanyola, 1905.